# Groom Service
Pour plus de détails, voir Fiche technique et Distribution.
Groom Service ou Quatre suites au Québec (Four Rooms) est un film à sketches américain réalisé, dans l'ordre, par Allison Anders, Alexandre Rockwell, Robert Rodriguez et Quentin Tarantino et sorti en 1995.
Le film reçoit des critiques globalement négatives. Si les segments de Robert Rodriguez et Quentin Tarantino sont plutôt appréciés, ceux réalisés par Allison Anders et Alexandre Rockwell sont plutôt mal accueillis par la presse.

## Synopsis
Ted (de son vrai prénom Théodore) entre en fonction comme groom dans un hôtel de luxe hollywoodien : le Mon Signor. Pendant la nuit de la Saint-Sylvestre, quatre histoires plus ou moins étranges lui arrivent avec les clients de 4 chambres de l'hôtel.

### The Missing Ingredient
Dans la suite lune de miel (honeymoon suite), un groupe de jeunes sorcières tente grâce à une invocation magique de faire revivre la déesse Diane, transformée en pierre par une malédiction lors de sa nuit de noces quarante ans plus tôt. Mais Ève n'a pas réussi à rapporter un ingrédient : le sperme de son amant. Elle jette un sort sur Ted qui tombe amoureux d'elle et lui procure l'ingrédient manquant.

### The Wrong Man
Dans la chambre 404 (qui est en réalité la 409), en appelant Ted pour qu'il apporte de la glace, les participants d'une soirée arrosée se trompent de numéro de chambre. Le groom se retrouve ainsi face à un homme armé séquestrant sa femme, qui accuse Ted d'en être l'amant.

### The Misbehavers
Dans la chambre 309, un gangster emmène sa femme dans une soirée pour fêter le réveillon. Ils laissent ainsi leurs deux enfants sous la garde de Ted. Les enfants trouvent un cadavre dans le matelas. La situation devient pour lui de plus en plus incontrôlable, jusqu'au retour des parents.

### The Man from Hollywood
Dans le penthouse de l'hôtel, Chester, un riche acteur et ses amis Norman et Leo, ivres, ont fait un pari : comme dans A Man from South, un épisode de la série Alfred Hitchcock Presents, inspiré par l'histoire éponyme de Roald Dahl, Norman doit réussir à allumer dix fois de suite son briquet. S'il y parvient, Chester lui cède sa voiture de collection. S'il échoue, on lui coupe le petit doigt. Pour mille dollars, Ted est engagé pour couper le doigt de Norman s'il échoue. Le pari est perdu, et Ted coupe le doigt.

## Fiche technique
Sauf indication contraire, les informations mentionnées dans cette section peuvent être confirmées par la base de données cinématographiques IMDb,  présente dans la section « Liens externes ».
- Titre original : Four Rooms
- Titre français : Groom service
- Titre québécois : Quatre suites[1]
- Réalisation : Allison Anders, Alexandre Rockwell, Robert Rodriguez et Quentin Tarantino
- Scénario : Allison Anders, Alexandre Rockwell, Robert Rodriguez & Quentin Tarantino
- Décors : Sara Andrews
- Photographie : Rodrigo García, Guillermo Navarro, Phil Parmet et Andrzej Sekula
- Musique : Combustible Edison
- Montage : Sally Menke, Margaret Goodspeed, Elena Maganini et Robert Rodriguez
- Producteur : Lawrence Bender

Coproducteurs : Paul Hellerman, Scott Lambert et Heidi Vogel
Producteurs délégués : Alexandre Rockwell et Quentin Tarantino
- Sociétés de production : A Band Apart et Miramax
- Distribution : Miramax (États-Unis)
- Budget : 4 millions de dollars
- Pays de production :  États-Unis
- Langue originale : anglais
- Format : couleur  - 1,85:1 - son Dolby Digital - 35 mm
- Genre : comédie noire, film à sketches
  - Segment The Missing Ingredient : fantastique
- Durée : 98 minutes
- Dates de sortie[2] : 
  - États-Unis : 25 décembre 1995
  - France : 2 juillet 1998 (sortie en vidéo[3])

## Distribution
- Tim Roth (VF : Éric Métayer) : Ted
- Marisa Tomei (VF : Séverine Morisot) : Margaret
- Kathy Griffin (VF : Josiane Pinson) : Betty
- Marc Lawrence (VF : Henri Labussière) : Sam, le vieux groom
- The Missing Ingredient :
  - Sammi Davis (VF : Laurence Crouzet) : Jezebel
  - Amanda De Cadenet : Diane (Diana)
  - Valeria Golino (VF : Anne Jolivet) : Athena
  - Madonna (VF : Marie-Christine Darah) : Elspeth
  - Ione Skye (VF : Anne Rondeleux) : Ève (Eva)
  - Lili Taylor : Raven
  - Alicia Witt (VF : Virginie Méry) : Kiva
- The Wrong Man :
  - Jennifer Beals (VF : Juliette Degenne) : Angela
  - David Proval (VF : Jacques Frantz) : Siegfried
- The Misbehavers :
  - Antonio Banderas (VF : Diego Asensio) : le mari
  - Tamlyn Tomita (VF : Pascale Vital) : la femme
  - Lana McKissack (VF : Chantal Macé) : Sarah
  - Danny Verduzco (VF : Hervé Grull) : Juancho
  - Salma Hayek : une danseuse à la télé
- The Man from Hollywood
  - Quentin Tarantino (VF : Jean-Philippe Puymartin) : Chester
  - Paul Calderon (VF : Thierry Desroses) : Norman
  - Bruce Willis (VF : Patrick Poivey) : Leo (non crédité)
  - Jennifer Beals (VF : Juliette Degenne) : Angela

## Production

### Genèse du projet
L'idée de départ provient du réalisateur Alexandre Rockwell. Il en parle alors à Allison Anders, proche de Quentin Tarantino. Ce dernier en parle ensuite à son ami Robert Rodriguez. De plus, le film devait à l'origine s'appeler Five Rooms, avec un sketch supplémentaire, réalisé par Richard Linklater. Mais ce dernier s'est désengagé du projet peu de temps avant le début du tournage.

### Attribution des rôles
Steve Buscemi a un temps été pressenti pour le rôle principal de Ted. C'est finalement le Britannique Tim Roth qui est choisi, après avoir notamment tourné avec Tarantino dans Reservoir Dogs et Pulp Fiction, tout comme Buscemi.
Bruce Willis, qui apparaît dans le dernier sketch, n'est pas crédité au générique, car il a enfreint la règle du Screen Actors Guild pour jouer dans ce film. En effet, il a joué ce rôle sans être payé, pour le plaisir et comme une faveur à Quentin Tarantino, avec qui il avait tourné Pulp Fiction. Le SAG a convenu de ne pas poursuivre Bruce Willis si son nom n'apparaissait pas.
Jennifer Beals apparaît dans le sketch d'Alexandre Rockwell. À cette époque, ils étaient mariés.

### Tournage
Le film a été tourné à Los Angeles, notamment au Château Marmont, sur Sunset Boulevard.
Le segment tourné par Robert Rodriguez, dans lequel figure Antonio Banderas, est tourné une semaine après la fin du tournage de Desperado.

## Bande originale
Bandes originales par Quentin Tarantino
Pulp Fiction
(1994) Une nuit en enfer
(1996)
Bandes originales par Robert Rodriguez
Desperado
(1995)
La bande originale est principalement composée par le groupe de lounge music Combustible Edison et coproduit par Mark Mothersbaugh. Le Mexicain Juan García Esquivel est présent sur plusieurs morceaux également. Le morceau phare de l'album, Vertigogo, sera repris pour l'émission On a tout essayé de Laurent Ruquier sur France 2.
Liste des titres :
1. Vertigogo (Opening Theme)' (Combustible Edison) – 2:35
Pistes 2 à 11 - The Missing Ingredient
2. Junglero – 1:54
3. Four Rooms Swing – 2:11
4. Thème de Ma sorcière bien-aimée (Howard Greenfield et Jack Keller) – 1:01
5. Tea and Eva In The Elevator – 0:55
6. Invocation – 1:26
7. Breakfast At Denny's – 3:57
8. Strange Brew – 0:27
9. Coven Of Witches – 0:59
10. The Earthly Diana – 0:36
11. Eva Seduces Ted – 2:10
Pistes 12 à 17 - The Wrong Man
12. Hallway Ted – 0:31
13. Headshake Rhumba – 0:41
14. Skippen, Pukin, Sigfried – 0:29
15. Angela – 0:46
16. Punch Drunk – 2:57
17. Male Bonding – 3:06
Pistes 18 à 25 - The Misbehavers
18. Mariachi – 0:29
19. Antes De Medianoche – 2:45
20. Sentimental Journey (Écrit par Bud Green, Les Brown et Ben Homer, interprété par Esquivel) – 2:39
21. Kids Watch TV – 2:03
22. Champagne and Needles – 2:06
23. Bullseye – 1:01
24. Harlem Nocturne (Écrit par Earle Hagen, interprété par Esquivel) – 2:30
25. The Millionaire's Holiday – 2:13
Pistes 26 à 29 - The Man from Hollywood
26. Ted-o-vater – 0:39
27. Vertigogo (Closing Credits) – 5:33
28. 'D' In The Hallway Credits – 0:25
29. Torchy – 0:16

## Accueil
Le film a été un échec au box-office américain, avec 4 257 354 dollars de recettes. Par ailleurs, les critiques ont été mitigées, totalisant une moyenne de 15 % sur Rotten Tomatoes. James Berardinelli de ReelViews parle même d'une des « plus grandes déceptions de 1995 ». De plus, Madonna sera « récompensée » du Razzie Award de la pire actrice dans un second rôle.

## DVD
Le film est sorti en DVD le 11 octobre 2011 en France.